# La Curació del cec (Parma)
La curació del cec, a la Galleria nazionale di Parma és una obra d'El Greco realitzada entre 1570 i 1575, més petita que les altres dues versions conservades d'aquest tema, obres també d'aquest artista.

## Tema
La curació del cec representada a aquesta pintura es podria referir a l'episodi narrat a l'Evangeli segons Marc (Mc 8:22-25)［Mc 8:22-25］ o a un altre a l'Evangeli segons Joan (Jn 9:1-11)［Jn 9:1-11］. Però molt probablement El Greco representa l'episodi referit a l'Evangeli segons Mateu (9: 27-31)［Mt 9:27-31］ que és el que millor s'adiu a l'escena aquí pintada, perquè parla del guariment de dos cecs.

## Anàlisi
Oli sobre llenç; 50 x 61 cm.; 1570-75 ; Galleria nazionale di Parma, Parma.
Aquest llenç va ésser retallat pels seus dos costats, especialment pel costat dret, on hi manquen dues figures. La teoría de que la figura del jove de l'extrem esquerre és un autoretrat d'El Greco fou rebutjada per Miss Elizabeth du Gue Trapier, qui opina que és un membre de la familia Farnese. Tanmateix, Harold Wethey opina que efectivament és un autoretrat d'El Greco, a l'edat d'aproximada de vit-i-nou anys.
Aquesta versió fou realitzada ja a Roma, per a la familia Farmese. El Greco va mantenir les línies bàsiques de La curació del cec (Dresden), amb la plataforma en primer terme, els edificis que avancen en diagonal vers el fons, i amb els dos grups separats de personatges en primer pla. Tanmateix, degut al seu recent coneixement del manierisme romà, va introduir canvis dràstics en l'estructuració del llenç: 
- suprimeix el graó del primer terme.
- introdueix un fortíssim canvi d'escala en els segon terme.
- remarca l'escena del guariment, i augmenta la gesticulació dels personatges de la dreta. de manera que la separació entre els dos grups queda més patent.

D'aquesta forma, el vell i el jove que abans hi havia conversant en segon terme, ara són a la llunyania, i remarquen la fortíssima perspectiva que conduiex vers l'edifici en ruïnes. El jove mig nu d'espatlles, en primer pla a la dreta, és una figura incongruent que només s'explica per la voluntad de demostrar el domini de l'escorç i del coneixement de l'anatomía artística per part d'El Greco. A l'esquerra, darrera el jove semi-nu, hi ha la figura d'un home musculós i gairebé nu, que recorda el Hèrcules Farnese, que El Greco devia haver vist al palau Farnese. Darrere seu, hi ha un barbat rostre atormentat que recorda el del Laocoont. Les ruïnes del fons són les del tepidari de les Termes de Dioclecià, destruïdes anys abans, però que El Greco podía haver copiat d'un gravat o d'algun dibuix realitzats abans de l'enderrocament.

## Procedència
- Inventari Farnese, Palazzo del Giardino, Parma (1680) com a obra de Paolo Veronese.
- Mariano Inzani, Parma.
- Real Galeria, Parma, on va ingressar l'any 1862.